# Starkare (album)
Starkare è l'album di debutto della cantante svedese Sara Löfgren, pubblicato il 18 gennaio 2004 su etichetta discografica Mariann Grammofon. L'album ha venduto più di 60 000 copie in Svezia.

## Tracce
1. Som stormen – 3:07
2. Flickan ovanpå – 3:00
3. För alltid – 5:00
4. Lite kär – 2:44
5. Aldrig – 3:48
6. När ingen vet – 3:45
7. Starkare – 3:42
8. Mitt sätt – 3:32
9. Jag kan se dig – 4:18
10. Utan ord – 3:29
11. Jag vet du vill – 4:28
12. Saknad – 3:28

## Classifiche
| Classifica (2004) | Posizione massima |
| ----------------- | ----------------- |
| Svezia            | 1                 |